# Bouillancourt-en-Séry
Bouillancourt-en-Séry è un comune francese di 563 abitanti situato nel dipartimento della Somme nella regione dell'Alta Francia.

## Società

### Evoluzione demografica
Abitanti censiti